# Георгиос Арванитидис
Гео̀ргиос (Йо̀ргос) Пѐтру Арванитѝдис (на гръцки: Γεώργιος, Γιώργος Πέτρου Αρβανιτίδης) е гръцки политик от Общогръцкото социалистическо движение (ПАСОК), депутат в Гръцкия парламент от септември 2015 година.

## Биография
Роден е на 10 юли 1959 година в солунското градче Текелиево (Синдос), Гърция. Завършва бизнес администрацията в Солунския университет.
В 1980 година се присъединява към ПАСОК. Член е на областния комитет на партията за район Солун II (1992 – 2000), както и на Националния съвет на партията. Президент е на Дружеството за развитие на Йония – Текелиево (1988 – 1990). В 1986 – 1994 година е общински съветник, а в 1995 – 1998 година кмет на Текелиево. В 2003 – 2009 година е кмет на дем Делта. Избран е от ПАСОК за депутат от избирателен район Солун II на изборите през 2009 година и през януари и септември 2015 година.